# Ghazan
Mahmud Ghazan (5 november 1271 – 11 mei 1304) was de zevende heerser van het Mongoolse Il-kanaat, hij regeerde van 1295 tot 1304. Bij aanvang van zijn regering bekeerde hij zich tot de islam.

## Levensloop
Ghazan werd christelijk opgevoed, net als zijn broer Öljeitü. De Mongolen waren van oudsher tolerant ten opzichte van meerdere religies, en tijdens de jeugd van Ghazan kreeg hij onderwijs van een Chinese monnik, die hem Chinees en boeddhisme leerde, evenals het Mongoolse en Oeigoerse schrift. Hij groeide op in Khorasan, waar hij aangesteld werd als gouverneur. In 1293 huwde hij met Kököchin, een prinses geschonken door Koeblai Khan en begeleid door Marco Polo.
Zijn vader Arghun en zijn oom Gaikhatu werden beide vermoord door krijgsheer Taghachar, die zijn eigen stroman in 1295 op de troon zette, zijn neef Bajdu. Intussen had Ghazan zich verzoend met de vijand van zijn vader, de onbetrouwbare emir Nawruz. Nawruz wilde Ghazan helpen op een voorwaarde, dat Ghazan zich bekeerde tot de islam, wat gebeurde.
Na de overname van de troon in 1295 begon Ghazan aan een zuiveringsactie, Taghachar werd geëxecuteerd in 1296, Nawruz in 1297. Daarna probeerde hij goede relaties op te bouwen met zijn buren, zoals Temür Khan, opvolger van Koeblai Khan, hij steunde de Gouden Horde tegen het Kanaat van Chagatai, hernieuwde de Frankisch-Mongoolse alliantie en was bereid hen te helpen in de herovering van het Heilige Land.
In 1299 viel hij de Mammelukkensultanaat Caïro aan. Sjeikh ul-Islam Ahmad ibn Tajmijja riep hem tot de orde en wees hem er op dat hij zijn eigengeloofsgenoten bestreed. Ghazan begon te twijfelen, liet de kruisvaarders in de steek en keerde terug naar zijn geboorteland. Volgens zijn biograaf Rashid al-Din werd hij depressief. Aangezien hij geen kinderen had, stelde hij zijn broer Öljeitü aan als zijn opvolger. Kort nadien stierf hij op 32-jarige leeftijd.